# Chalan Pago-Ordot
Chalan Pago-Ordot é uma cidade da dependência norte-americana de Guam, localizada na Micronésia. A cidade é uma junção das vilas Chalan-Pago e Ordot.